# Leishu

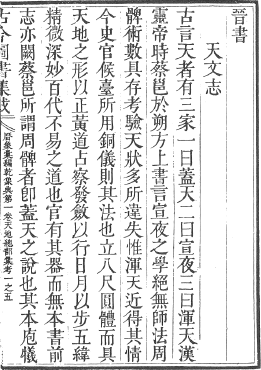
Una página del Qinding Gujin Tushu Jicheng, el leishu impreso más largo.

El leishu es un género de obras de referencia que se han recopilado en China y en otras zonas de Asia Oriental. Este término se suele traducir por «enciclopedia» aunque los leishu se alejan bastante del concepto occidental de esta. A veces estas antologías están compuestas por largas citas de otros trabajos y habitualmente también contienen copias de obras enteras que se clasifican en una serie sistemática de categorías que, a su vez, se dividen en subcategorías. Algunas antologías pueden ser consideradas leishu, pero son enciclopédicas en el sentido de que pretenden recopilar la totalidad del conocimiento de la época.
Se han reunido alrededor de 600 leishu desde principios del siglo III hasta el siglo XVIII, de los cuales se han conservado 200. El leishu más extenso es la Enciclopedia Yǒnglè del año 1408, que contiene 370 millones de sinogramas, y el más largo impreso es el Gujin Tushu Jicheng, con 100 millones de caracteres y 852 408 páginas.

## Historia

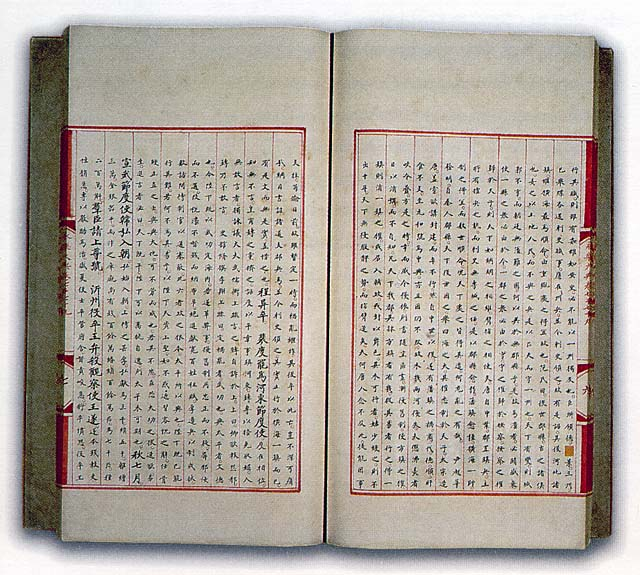
El Yongle Dadian, el leishu más extenso.

Este género apareció por primera vez en el siglo III. El primer leishu conocido es el Huang Lan (El espejo del emperador). Este, respaldado por el emperador de Cao Wei, se compuso alrededor del año 220 pero se perdió. Sin embargo, el término leishu  no se usó hasta la dinastía Song (960–1279).
En la China imperial tardía (dinastías Ming y Qing), los emperadores financiaban proyectos monumentales para recopilar todo el conocimiento humano en un único leishu, en el que se copiarían obras enteras en lugar de fragmentos y se clasificarían en categorías. El leishu más largo es el Yongle Dadian, que fue encargado por el emperador Yongle de Ming y contiene un total de 370 millones de sinogramas. El proyecto involucró a 2169 estudiosos, que trabajaron durante cuatro años con el editor general Yao Guangxiao. Se completó en 1408 pero nunca se imprimió porque el imperio se había quedado sin dinero. La Qinding Gujin Tushu Jicheng (Colección imperial de libros e ilustraciones del pasado y del presente) es, con diferencia, el leishu más largo impreso con 100 millones de caracteres y 852 408 páginas. Fue compuesto por un equipo de estudiosos liderado por Chen Menglei y se imprimió entre 1726 y 1728, durante la Dinastía Qing. Los riyong leishu  (enciclopedias de uso diario), que contienen información práctica para personas fueron cultas pero que estaban por debajo de la élite, también se crearon en época imperial tardía. Actualmente aportan información valiosa sobre cultura y actitudes no elitistas. Según el estudioso Jean-Pierre Diény, el emperador Jiaqing  (1796–1820) de la dinastía Qing vio el final de la publicación del leishu .

## En otros países

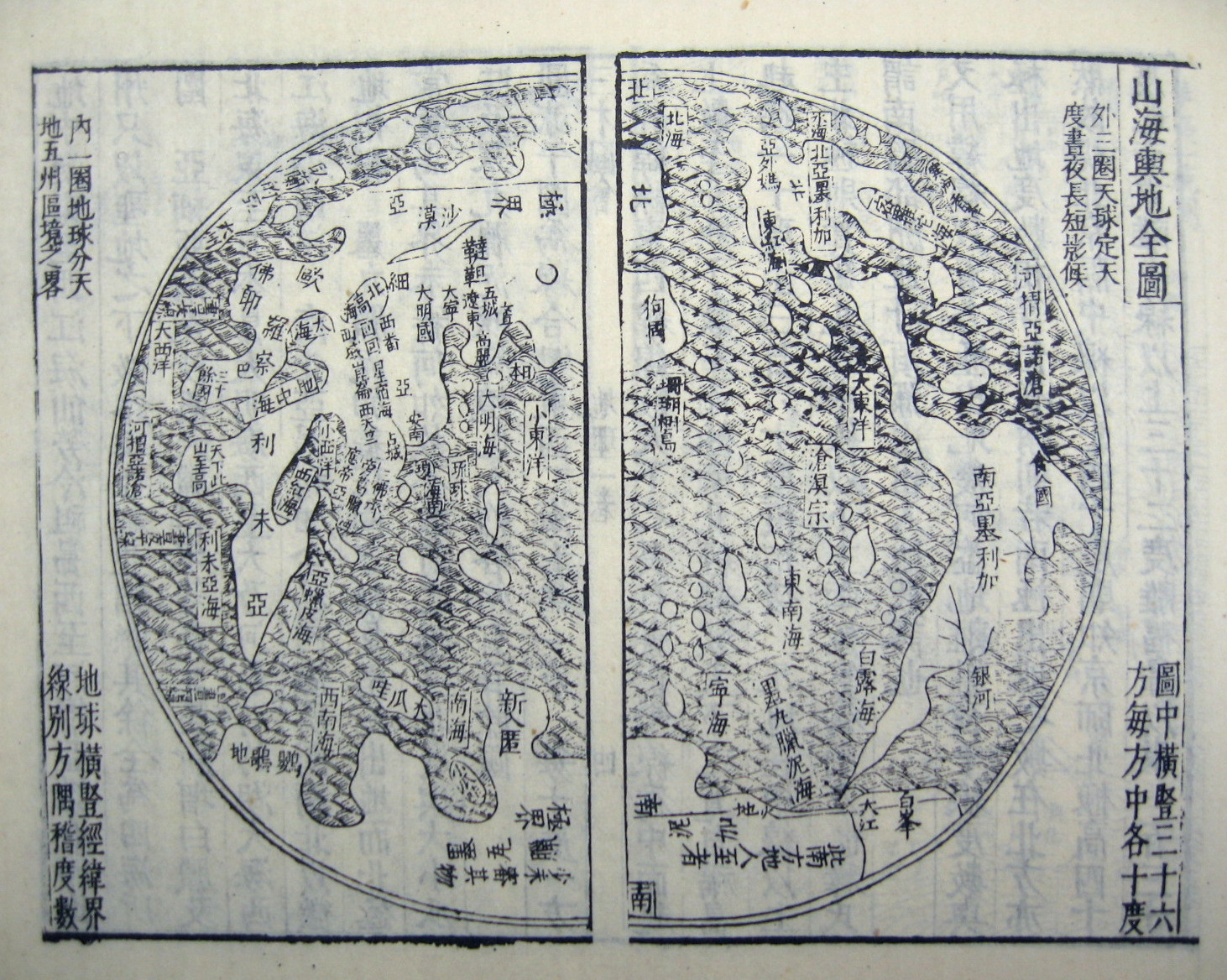
El mapamundi Shanhai Yudi Quantu del Sancai Tuhui, un leishu con ilustraciones.

Otros países de Asia Oriental también adoptaron el género del leishu. En 1712, el Sancai Tuhui, un leishu rico en ilustraciones que compuso el estudioso Ming Wang Qi (王圻) a principios del siglo XVIII, se imprimió en Japón como Wakan Sansai Zue. Terajima Ryōan (寺島良安), un médico de Osaka, editó la versión japonesa.

## Importancia
Los leishu  han tenido un papel importante en la conservación de obras antiguas, muchas de las cuales se han perdido o solo preservado por completo o parcialmente como parte de un leishu. El Yiwen Leiju del siglo VII es especialmente valioso pues incluye fragmentos de 1400 obras de principios del siglo VII, cuyo 90% se hubiera perdido. Aunque ha desaparecido gran parte de la Yongle Dadian, los restantes aún contienen 385 libros completos que de otra forma no se conservarían. El leishu  también aporta una visión única de la transmisión del conocimiento y la educación, además de una forma fácil de localizar materiales tradicionales sobre cualquier tema.

## Colecciones importantes

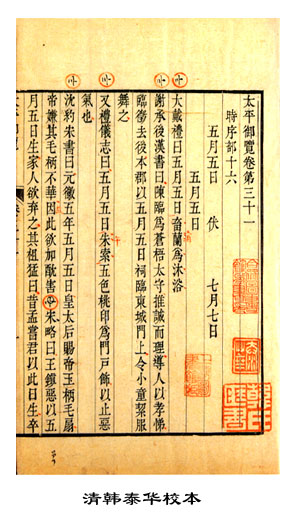
Una página del Taiping Yulan.

Se han reunido alrededor de 600 leishu desde la época de Cao Wei (principios del siglo III) hasta el siglo XVIII. Se han conservado 200. Los más importantes, en orden cronológico, son:
- Yiwen Leiju (Colección de literatura organizada en categorías), reunida por Ouyang Xun.
- Beitang Shuchao (Fragmentos de libros de la Northern Hall [sic]) realizado por Yu Shinan hacia el año 630.
- Chuxue Ji (Escritos para la educación elemental) reunidos por Xu Jian y otros entre el 713 y el 742.
- Taiping Yulan (Enciclopedia imperial de la época Taiping) elaborada por by Li Fang y otros. Se publicó en 984.
- Cefu Yuangui (Destacados modelos de la literatura) recopilados por Wang Qinruo y otros. Se completó en 1013.
- Yuhai (Océano de jade) realizado por Wang Yinglin entre 1330 y 1340.
- Yǒnglè Dàdiǎn, completado en 1408, el leishu  más extenso
- Qinding Gujin Tushu Jicheng (1726–1728), el leishu más largo impreso